# Urceola javanica
Urceola javanica är en oleanderväxtart som först beskrevs av Carl Ludwig von Blume, och fick sitt nu gällande namn av Jacob Gijsbert Boerlage. Urceola javanica ingår i släktet Urceola och familjen oleanderväxter. Inga underarter finns listade i Catalogue of Life.